# ラプラタ (小惑星)
ラプラタ (1029 La Plata) は小惑星帯に位置する小惑星。アルゼンチンのラプラタ天文台で、ドイツ出身の天文学者ヨハネス・ハルトマンによって発見された。
アルゼンチンの都市ラプラタにちなんで命名された。